# Amytis av Medien
Amytis av Medien var en drottning av Babylon. Hon var dotter till Mediens kung Kyaxares och gifte sig med Babylons kung Nebukadnessar II. Det har föreslagits att Babylons hängande trädgårdar anlades för henne. 